# Franz Bartschat
Franz Bartschat (en fait Friedrich Franz Bartschat ; né le 18 avril 1872 à Königsberg et mort le 28 octobre 1952 à Brunsbüttelkoog) est un homme politique allemand (Parti populaire progressiste, Parti démocrate allemand, Parti de l'État allemand).

## Biographie
Franz Bartschat est le fils de l'ouvrier Wilhelm Bartschat et de sa femme Anna, née Schüssler.
De 1878 à 1885, Bartschat étudie à l'école primaire puis l'école de citoyens de Königsberg, dont il est sorti diplômé en 1886. Après une formation de plombier et l'année suivante de compagnon (1887-1891), il se lance dans les années de voyages traditionnels des artisans, qui le conduisent à travers la Hesse-Nassau, la Westphalie et la province de Rhénanie.
Après son retour dans sa ville natale, Franz Bartschat épouse Elisabeth Lydia, née Pipereit (1875-1952) en 1897. On ne sait pas encore si le mariage a donné naissance à des enfants. En 1899, il réussit l'examen de maître artisan et créé sa propre entreprise. En 1906, il est élu président du comité de la guilde. Il occupe cette fonction jusqu'en 1924. En 1912, il est nommé à la session plénière de la chambre de métiers, et en 1918 il devient vice-président. De 1916 à 1918, il est membre du conseil d'administration et de 1918 à 1922 vice-président de la Chambre des métiers de Königsberg. En raison de ses services au métier, il est nommé président d'honneur du comité de guilde des guildes unies de Königsberg en 1925.
Franz Bartschat est élu président local de la Ligue hanséatique pour le commerce, le commerce et l'industrie en 1919. La ligue hanséatique est fondée à Berlin en 1909 et se considère comme un contrepoids à l' influence conservatrice et protectionniste de la Fédération des agriculteurs

## Carrière politique
La carrière politique de Franz Bartschat commence dans les premières années du XXe siècle. En 1904, il devient conseiller municipal à Königsberg et reste dans ce bureau jusqu'en 1925.
Dans l'Empire allemand, le maître plombier appartenait au Parti populaire progressiste de gauche, dont il devint président du groupe local en 1912. Aux élections du Reichstag en 1912, il est élu au Reichstag pour la 4e circonscription de Königsberg (Fischhausen-Königsberg-Campagne), dont il sera député jusqu'en 1918. Pour son parti, il remporte plus de 54 % des suffrages exprimés dans la circonscription au deuxième tour. En tant que député du Reichstag, il participe aux commissions suivantes : commerce et commerce, réglementation du commerce, livraisons, pétitions et logement. Il préside ce dernier comité.
En novembre 1918, le Parti populaire progressiste fusionne avec des parties du Parti national-libéral pour former le Parti démocrate allemand (DDP). Le groupe de fondateurs comprend le publiciste Theodor Wolff et les professeurs Max Weber (1864-1920), Alfred Weber (1868-1958) et Hugo Preuss (1860-1925). En 1919, Franz Bartschat est élu pour le parti nouvellement fondé dans l'élection pour l'assemblée nationale constituante et est membre jusqu'à la fin de la législature.
De 1920 à 1930, Franz Bartschat est député du Reichstag lors des périodes électorales suivantes :
- 1er Reichstag de la république de Weimar de 1920 à 1924
- 3e Reichstag de la république de Weimar de 1924 à 1928
- 4e Reichstag de la république de Weimar à partir de 10 mars à juin 1930 en tant que successeur du membre du DDP Willy Hellpach, qui le 6 mars 1928 a renoncé à son mandat.

Bartschat appartient à l'aile droite du parti au sein du groupe parlementaire DDP. Avant les élections du Reichstag en 1930, le DDP fusionne avec l'Union populaire nationale du Reich (de) et s'appelle dès lors le Parti de l'État allemand (DStP). Il garde ce nom jusqu'à l'autodissolution en 1933, bien que l'Union populaire nationale a mis fin à la coopération assez rapidement. Les affiches électorales et les prospectus montrent que Bartschat se présente pour le DStP même après juin 1930, et en 1932 même comme son meilleur candidat. Une nouvelle entrée au Reichstag lui est refusée.
De 1929 à 1933 Franz Bartschat est également membre du parlement provincial de Prusse-Orientale.
Après la Seconde Guerre mondiale, il vient au Schleswig-Holstein en tant que personne déplacée et s'installe à Brunsbüttelkoog. Aucune preuve n'a encore été trouvée d'une activité politique renouvelée dans la période d'après-guerre.

## Vie personnelle
Les biographies officielles de l'époque où il est député du Reichstag montrent Franz Bartschat comme « Église libre, protestante » ou comme « chrétien baptiste ».

## Publications (sélection)
- Die Geschichte der Königsberger Klempner-Innung in den letzten drei Jahrhunderten (gemeinsam mit Gustav Liessmann). Ostdeutsche Verlags Anstalt, Königsberg in Ostpreußen o. J. [1937?]